# Маккарти, Мик
Майкл Джо́зеф (Мик) Макка́рти (англ. Michael Joseph "Mick" McCarthy; род. 7 февраля 1959, Барнсли, Йоркшир и Хамбер) — ирландский футболист и футбольный тренер. Выступал на позиции защитника. Был игроком и тренером национальной сборной. В 2009 году занял 1-е место в Чемпионате Футбольной лиги вместе с «Вулверхэмптон Уондерерс».

## Биография
Мик родился в Барнсли, Йоркшир. Маккарти дебютировал в лиге четвёртого дивизиона, в родном клубе «Барнсли» 20 августа 1977 года в победном матче с «Рочдейлом» (4:0). По прошествии двух сезонов в четвёртом дивизионе клуб добился повышения. Спустя два года клуб вновь приблизился к повышению в классе до второго дивизиона. Будучи сильным центральным защитником, Мик был основой обороны «Барнсли». Однако в феврале 1983 года он покинул родной клуб и перешёл в стан другого клуба того же дивизиона, «Манчестер Сити».